# Аккожа
Аккожа  (каз. Аққожа)—  крупный подрод, входящий в состав рода Жагалбайлы племени Жетыру Младшего жуза, существующий и по сей день. Родоначальником рода является Аккожа, расселяются преимущественно на территории Костанайской, Актюбинской, Оренбургской области.
В переводе с казахского Ақ — белый, чистый,  қожа (ходжа) - господин, наставник, хозяин.
Не следует путать с родом кожа, так как стоит особняком и не входит не в один жуз.

## Расселение
Основные территории расселения и места кочевий рода Аккожа являются степи между реками Урал и Тобол,  по реке Жарлы, Суундук, Орь до Уральских гор.

## Подразделение
Согласно Шежере (Родословная) Аккожа имел четырех сыновей: Жинишке, Аккермен, Жанкерман, Каукарлы

## Представители
- Тотай батыр - батыр, подрода Аккожа, рода Жагалбайлы. Потомок Шеген-Бия в четвертом поколении. В течение десятилетий участвовал в защите казахской границы протяженностью около 2000 километров вдоль рек Илек и Жайык. Вместе с Естекбай батыром приняли сражения на реке Баузда приблизительно в 1725 году.